# جام ملت‌های آفریقا ۱۹۵۷
جام ملت‌های آفریقا ۱۹۵۷ (انگلیسی: 1957 Africa Cup of Nations) نخستین دوره از مسابقات جام ملت‌های آفریقا بود. این بازی‌ها بین روزهای ۱۰ تا ۱۶ فوریه سال ۱۹۵۷ به میزبانی سودان برگزار شد.
کشور مصر قهرمان اولین دوره از رقابت‌های جام ملت‌های آفریقا شد.

## ورزشگاه‌ها
| خارطوم            | خارطوم موقعیت ورزشگاه‌های برگزارکننده جام ملت‌های آفریقا ۱۹۵۷ · |
| ورزشگاه مانیسیپال | خارطوم موقعیت ورزشگاه‌های برگزارکننده جام ملت‌های آفریقا ۱۹۵۷ · |
| ظرفیت: ۳۰٬۰۰۰ نفر | خارطوم موقعیت ورزشگاه‌های برگزارکننده جام ملت‌های آفریقا ۱۹۵۷ · |
|                   | خارطوم موقعیت ورزشگاه‌های برگزارکننده جام ملت‌های آفریقا ۱۹۵۷ · |

## دوره نهایی

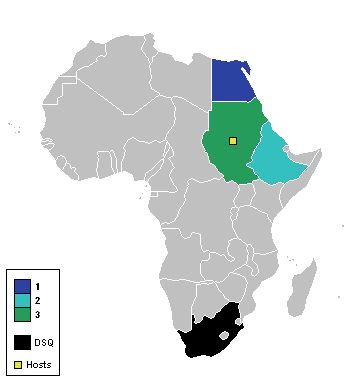
کشورهای شرکت‌کننده در جام ملت‌های آفریقا ۱۹۵۷

سودان (میزبان)

 مصر

 اتیوپی

 آفریقای جنوبی (رد صلاحیت به دلیل مساله آپارتاید)

## نیمه نهایی
| سودان     | ۱–۲ | مصر                             |
| --------- | --- | ------------------------------- |
| Burae ۵۸' |     | عطیه ۲۱' (پنالتی) · اد-دیبا ۷۲' |

| اتیوپی | w/o | آفریقای جنوبی |
| ------ | --- | ------------- |
|        |     |               |

## فینال
| مصر                      | ۴–۰ | اتیوپی |
| ------------------------ | --- | ------ |
| اد-دیبا ۲'، ۷'، ۶۸'، ۸۹' |     |        |

## قهرمان
| قهرمان جام ملت‌های آفریقا ۱۹۵۷ |
| ----------------------------- |
| · مصر · نخستین عنوان          |

## گلزنان
۵ گل
- اد-دیبا

۱ گل
- رأفت عطیه
- برعی أحمد البشیر